# Antonio Roldán Reyna
Antonio Roldán Reyna (Estado de México, 15 de junio de 1946) es un boxeador mexicano, que compitió en la división pluma (menor de 57 kg) durante su carrera como aficionado y profesional.

## Biografía
Roldán quiso ser futbolista profesional, logrando jugar en el equipo de tercera división Vaqueros de Cuautitlán. En Tlalnepantla, Estado de México, fue a una arena de box profesional a los 15 años mintiendo sobre una trayectoria previa para poder pelear, la cual ganó por decisión en 1961.

## Trayectoria deportiva
Roldán ganó la medalla de oro en los Juegos Olímpicos de México 1968 en la división Pluma. Venció al sudanés Abdel Awad, luego al irlandés Eddie Treacy, al soviético Valeri Platinov y al keniano Philip Waruinge. En la pelea final, llevada a cabo en la Arena México el 26 de octubre de 1968 ante 15 mil personas, Roldán ganó un combate disputado contra el medallista de plata Albert Robinson. Robinson fue dominante durante la lucha, sin embargo el árbitro dio una advertencia a Robinson, y aproximadamente un minuto después, el árbitro dictó una segunda violación, que marcó una descalificación automática. Roldán ganaba así la medalla de oro, el mismo día en que lo hizo Ricardo Delgado Nogales. 
Roldán tuvo una infructuosa carrera profesional, por lo que se jubiló en 1973 luego de haber sido noqueado por Armando Muñiz.